# جوزفين بايرنز
جوزفين بايرنز (بالإنجليزية: Josephine Byrnes)‏ هي ممثلة أمريكية، ولدت في 28 ديسمبر 1966 في كونيتيكت في الولايات المتحدة.

## أعمال

### أفلام
- (1997) أوسكار ولوسيندا[3][4]

## وصلات خارجية
- جوزفين بايرنز على موقع IMDb (الإنجليزية)
- جوزفين بايرنز على موقع أول موفي (الإنجليزية)
- جوزفين بايرنز على موقع قاعدة بيانات الفيلم (الإنجليزية)